# 존 할런 킴
존 할런 킴(John Harlan Kim, 1993년 1월 10일 ~ )은 한국계 오스트레일리아인 배우이다.

## 출연 작품

### 텔레비전
- 네이버스 (2009-11)
- 퍼시픽 (2010)
- NCIS: 로스앤젤레스 (2019)
- 판도라 (2019)
- 하와이 파이브-0 (2020)
- 9-1-1 (2020-현재)
- 낸시 드류 (2021)

### 영화
- 더 리틀 띵스 (2021)
- 퍼플 하트 (2022)